# 白羊座56
白羊座56（又称为白羊座SX）是一颗位于白羊座的变星，它的亮度变化于5.67-5.81之间，变光周期为17小时28分9.9秒。它是白羊座SX型变星的代表星。